# Joe Dial
Joe Dial (ur. 26 października 1962 w Marlow, w stanie Oklahoma) – amerykański lekkoatleta, tyczkarz. Po zakończeniu kariery zawodniczej został trenerem lekkoatletycznym.
W 1989 w Budapeszcie zdobył brązowy medal halowych mistrzostwa świata. Dwukrotnie był mistrzem Stanów Zjednoczonych (1985, 1987). 
Swój halowy rekord życiowy (5,96 m) ustanowił 18 czerwca 1987 w Norman. 